# تیم ملی هندبال ازبکستان
تیم ملی هندبال ازبکستان نمایندهٔ کشور ازبکستان در مسابقات بین‌المللی ورزش هندبال است.